# I Hai
I Hai, színpadi nevén Lee Hi (hangul: 이하이, handzsa: 李遐怡, RR: Lee Ha-i; 1996. szeptember 23. –) dél-koreai énekesnő, az SBS csatorna Survival Audition K-pop Star című tehetségkutató műsorának második helyezettje volt. 2012-ben a YG Entertainmenthez szerződött, ahol október 28-án jelent meg első digitális kislemeze, 1, 2, 3, 4 címmel, melyet 667 549-szer töltöttek le és ezzel vezette a Kaon kislemezlistáját.

## Élete és pályafutása
I Hai 2012-ben második helyezést ért el a dél-koreai SBS csatorna Survival Audition K-pop Star című tehetségkutató műsorában, ami után a YG Entertainmenthez szerződött.
Ezt követően augusztusban I és a verseny győztese, Pak Csimin a Samsung Galaxy S3 and Smart Air Condition Q – All That Skate 2012 elnevezésű műkorcsolya-gálán léptek fel, ahol Rihanna We Found Love című dalát énekelték Alekszej Jagugyin, Joannie Rochette, Stéphane Lambiel, Patrick Chen, Brian Joubert és más neves műkorcsolyázók előadása közben.
Október elején I közreműködött az Epik High It's Cold című dalában.
Október 28-án megjelent első kislemeze, a 1, 2, 3, 4. A dal első helyen debütált az összes koreai zenei portálon (Melon, Olleh, Soribada, Bugs, Mnet, Daum, Naver, Cyworld, Monkey3). Második kislemeze a Scarecrow november 22-én jelent meg.
Első albuma 2013 januárjában jelent meg.
2012-ben jelölték a World Music Awards A világ legjobb dala-díjára.

## Diszkográfia

### Albumok
| Cím        | Leírás | Legmagasabb helyezés | Legmagasabb helyezés | Legmagasabb helyezés | Eladás  |
| Cím        | Leírás | KOR                  | TWN                  | TWN Kelet-Ázsia      | Eladás  |
| ---------- | --- | -------------------- | -------------------- | -------------------- | ------- |
| First Love | - Kiadás dátuma: - 2013. március 7. (Part 1) - 2013. március 28. (teljes album) - Kiadó: YG Entertainment | 3                    | 8                    | 1                    | 18 924+ |

### Kislemezek
| Év   | Cím                                                    | Legmagasabb helyezés | Legmagasabb helyezés | Album      |
| Év   | Cím                                                    | KOR Kaon             | KOR Hot 100          | Album      |
| ---- | ------------------------------------------------------ | -------------------- | -------------------- | ---------- |
| 2012 | 1,2,3,4                                                | 1                    | 1                    | First Love |
| 2012 | It's Cold (Epik High ft. Lee Hi)                       | 1                    | 1                    | 99         |
| 2012 | Scarecrow                                              | 3                    | 3                    | First Love |
| 2013 | It's Over                                              | 3                    | 4                    | First Love |
| 2013 | Rose                                                   | 1                    | 1                    | First Love |
| 2013 | All I Want For Christmas Is You (ft.Pak Pom (Park Bom) | 17                   | —                    | –          |
| 2014 | I'm Different ft. I Szohjon (Lee Suhyun) (ft. Bobby)   | 1                    | N/A                  | –          |